# Negatoskop

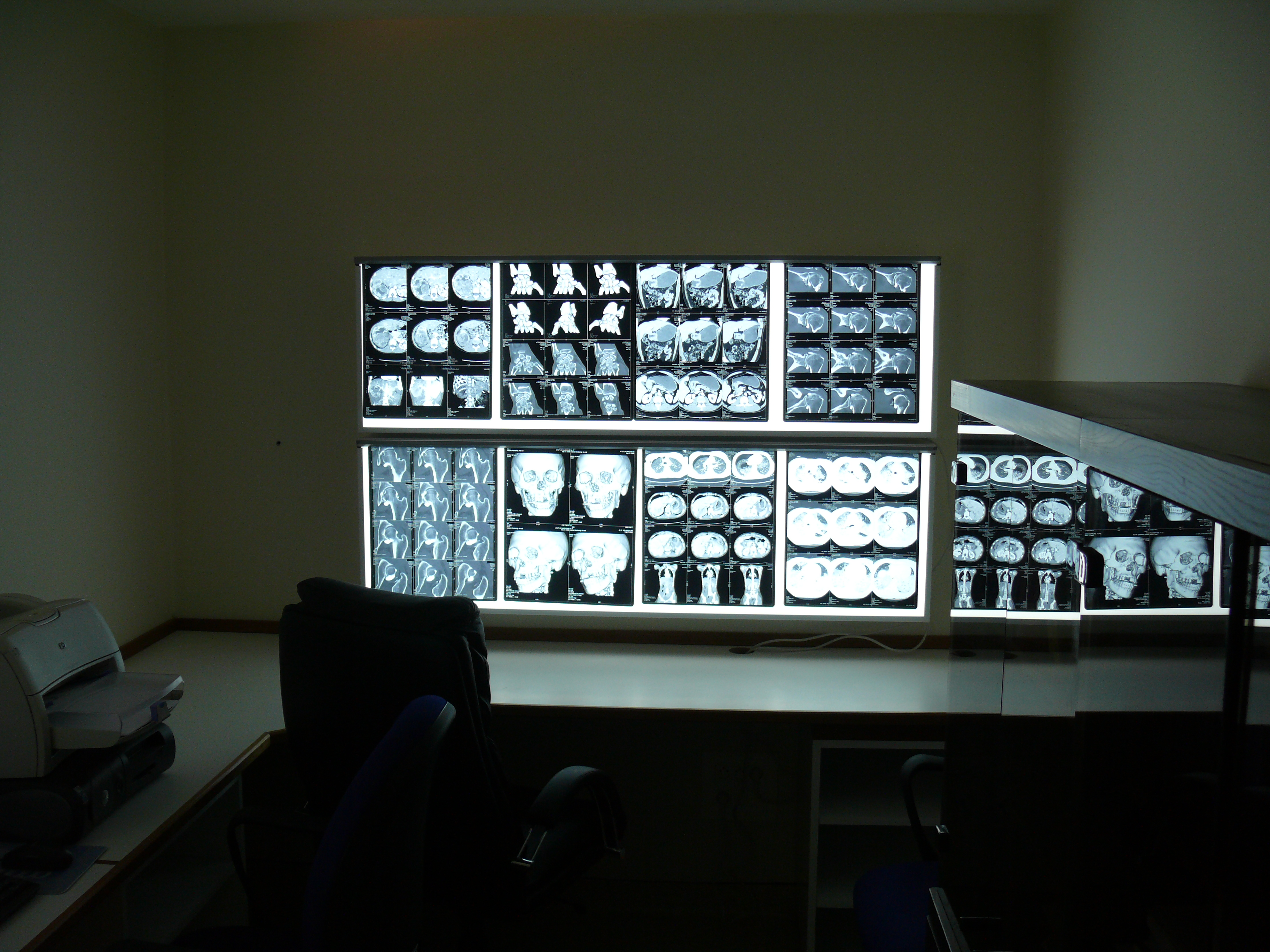
Negatoskopy w gabinecie lekarskim radiologów.

Negatoskop – urządzenie służące do przeglądania negatywów. Najczęściej stosowane w medycynie do przeglądania zdjęć rentgenowskich (będących właśnie negatywami) w pracowniach RTG, gabinetach lekarskich, salach operacyjnych, izbach przyjęć. Zbudowane są ze źródła światła, którego natężenie może być regulowany oraz jednolicie podświetlanej, matowej, białej, przezroczystej płyty, na której umieszcza się zdjęcie rentgenowskie.
Najczęściej występują jako negatoskopy klatkowe (czyli z zachowanym podziałem na poszczególne pola, na których umieszcza się zdjęcia radiologiczne) i bezklatkowe czyli tak zwane ściany opisowe.
Istnieją również negatoskopy specjalnych zastosowań, takie jak negatoskopy stomatologiczne, mammograficzne, cefalometryczne.

Przeczytaj ostrzeżenie dotyczące informacji medycznych i pokrewnych zamieszczonych w Wikipedii.